# John Heartfield
Helmut Herzfeld (Schmargendorf, ara part de Berlín, 1891 — Berlín Oriental, 1968) va ser un fotògraf alemany, conegut com a John Heartfield. Se'l considera un dels referents del dadaisme a Alemanya i un dels introductors del fotomuntatge, que utilitzà per a criticar el nazisme. També va dissenyar portades de llibres per autors com Upton Sinclair i decorats per obres de Bertolt Brecht i Erwin Piscator.